# 雅安市
雅安市（があん-し）は中華人民共和国四川省西部に位置する地級市。
長江の上流地帯に位置し、四川盆地の西縁に位置する。東は成都市と眉山市・楽山市、西はカンゼ・チベット族自治州、北はアバ・チベット族チャン族自治州、南は涼山イ族自治州と接する。「川西咽喉」（四川西部ののど）、「西蔵門戸」（チベットの玄関）、「民族走廊」（少数民族の回廊）などの異名を持つ。

## 地理
四川盆地の西のふちに伸びる雅安市は、標高の高いチベット高原と平らな成都平原の間の過渡地帯に属する。北部は邛崍山脈、二郎山脈、夾金山脈、大雪山脈など非常に高い山脈が連なり、最も高い地点は5,793mに達する。市域の北と西と南には青い高山が連なり、四本の川が市街地を貫いて流れる。市域内の主な河川は大渡河の支流の青衣江で、邛崍山脈の海抜4,930mの地点に発する宝興河を源流とし、宝興県の飛仙関で天全河および滎経河と合流して青衣江となる。雅安は古来より雨が多く、この地を評して「西蜀天漏」という言葉があった。また、俗に「雅無三日晴」（雅州に三日の晴れ無し）とも言われ、雨城という異名があった。中心市街地を管轄する「雨城区」の名はこれに由来する。
山地は茶の栽培が盛んで、蒙山（蒙頂山）で採れる蒙頂茶は有名である。四川省の西部を周が征服して以来、この地で飲まれていた茶が漢族に紹介され、秦による蜀の征服で中国中に茶の習慣が広がった。蒙山では春秋戦国以来、茶の栽培が行われ、世界の茶文化や茶の人工的な栽培の発祥地である。雅安の古くからの名産には、雅安の魚、蒙頂茶、香谷米、花椒（カホクザンショウ）、黄蓮（オウレン）、外郎の石硯がある。また現代では、山地にある金属や石を採掘する鉱業、高低差があり急流の多い地形を利用した水力発電、化学工業や建材づくりも盛ん。

### 気候
雅安市は亜熱帯気候に属し、冬の厳寒はなく、夏の酷暑もなく、四季ははっきりと分かれ、雨量が非常に多く、無霜期が長いなどの特徴がある。春は暖かくなるのが早く、夏は気温が高く、秋は雨が多く、冬は霜が少ない。夜間の雨が年中を通して多く、霧の日は年中を通して少ない。
ただし、市域内は広く地形も高低差が激しく複雑なため、気候も市域内で激しく違っている。特に気候の垂直差が大きく、四川盆地から青蔵高原（チベット高原）へとそそり立つ山の側面では、亜熱帯植物の生える山麓から温帯と冷帯の植物の山腹、亜寒帯や寒帯の植物の生息する山頂という垂直分布が見られる。
大相嶺（泥巴山）が市域の中央を東西に貫き、この南北でも気候は大きく違う。北部の各県区は雨が多く晴れの日が少なく、年平均気温は15度前後、年間総雨量は1,000mmから1,750mmの間である。南部の漢源県と石棉県では、大相嶺を乗り越えてきた乾いた風が吹き下ろすため、乾燥した暖かい気候であり、雲量は少なく晴天が多く、日照時間も長く気温も高い。年平均気温は17度から18度になり、年間総雨量も750mm前後にまで少なくなる。
| 雅安市（雨城区）（平均1971－2000年，極値1951-2000年）の気候 | 雅安市（雨城区）（平均1971－2000年，極値1951-2000年）の気候 | 雅安市（雨城区）（平均1971－2000年，極値1951-2000年）の気候 | 雅安市（雨城区）（平均1971－2000年，極値1951-2000年）の気候 | 雅安市（雨城区）（平均1971－2000年，極値1951-2000年）の気候 | 雅安市（雨城区）（平均1971－2000年，極値1951-2000年）の気候 | 雅安市（雨城区）（平均1971－2000年，極値1951-2000年）の気候 | 雅安市（雨城区）（平均1971－2000年，極値1951-2000年）の気候 | 雅安市（雨城区）（平均1971－2000年，極値1951-2000年）の気候 | 雅安市（雨城区）（平均1971－2000年，極値1951-2000年）の気候 | 雅安市（雨城区）（平均1971－2000年，極値1951-2000年）の気候 | 雅安市（雨城区）（平均1971－2000年，極値1951-2000年）の気候 | 雅安市（雨城区）（平均1971－2000年，極値1951-2000年）の気候 | 雅安市（雨城区）（平均1971－2000年，極値1951-2000年）の気候 |
| 月                                                          | 1月                                                         | 2月                                                         | 3月                                                         | 4月                                                         | 5月                                                         | 6月                                                         | 7月                                                         | 8月                                                         | 9月                                                         | 10月                                                        | 11月                                                        | 12月                                                        | 年                                                          |
| ----------------------------------------------------------- | ----------------------------------------------------------- | ----------------------------------------------------------- | ----------------------------------------------------------- | ----------------------------------------------------------- | ----------------------------------------------------------- | ----------------------------------------------------------- | ----------------------------------------------------------- | ----------------------------------------------------------- | ----------------------------------------------------------- | ----------------------------------------------------------- | ----------------------------------------------------------- | ----------------------------------------------------------- | ----------------------------------------------------------- |
| 最高気温記録 °C （°F）                                      | 20.0 (68)                                                   | 22.1 (71.8)                                                 | 28.4 (83.1)                                                 | 33.2 (91.8)                                                 | 37.7 (99.9)                                                 | 36.8 (98.2)                                                 | 35.8 (96.4)                                                 | 36.3 (97.3)                                                 | 34.9 (94.8)                                                 | 29.3 (84.7)                                                 | 24.5 (76.1)                                                 | 20.8 (69.4)                                                 | 37.7 (99.9)                                                 |
| 平均最高気温 °C （°F）                                      | 9.4 (48.9)                                                  | 11.1 (52)                                                   | 15.6 (60.1)                                                 | 21.5 (70.7)                                                 | 25.5 (77.9)                                                 | 27.7 (81.9)                                                 | 29.6 (85.3)                                                 | 29.6 (85.3)                                                 | 24.9 (76.8)                                                 | 20.1 (68.2)                                                 | 15.5 (59.9)                                                 | 10.8 (51.4)                                                 | 20.11 (68.2)                                                |
| 日平均気温 °C （°F）                                        | 6.3 (43.3)                                                  | 7.7 (45.9)                                                  | 11.6 (52.9)                                                 | 16.8 (62.2)                                                 | 20.8 (69.4)                                                 | 23.3 (73.9)                                                 | 25.1 (77.2)                                                 | 24.9 (76.8)                                                 | 21.0 (69.8)                                                 | 16.7 (62.1)                                                 | 12.4 (54.3)                                                 | 7.8 (46)                                                    | 16.2 (61.15)                                                |
| 平均最低気温 °C （°F）                                      | 4.1 (39.4)                                                  | 5.5 (41.9)                                                  | 8.8 (47.8)                                                  | 13.5 (56.3)                                                 | 17.5 (63.5)                                                 | 20.2 (68.4)                                                 | 22.0 (71.6)                                                 | 21.9 (71.4)                                                 | 18.5 (65.3)                                                 | 14.5 (58.1)                                                 | 10.3 (50.5)                                                 | 5.8 (42.4)                                                  | 13.55 (56.38)                                               |
| 最低気温記録 °C （°F）                                      | −3.0 (26.6)                                                 | −1.6 (29.1)                                                 | −0.7 (30.7)                                                 | 1.9 (35.4)                                                  | 10.0 (50)                                                   | 14.0 (57.2)                                                 | 17.1 (62.8)                                                 | 15.6 (60.1)                                                 | 12.3 (54.1)                                                 | 4.8 (40.6)                                                  | 1.2 (34.2)                                                  | −3.9 (25)                                                   | −3.9 (25)                                                   |
| 降水量 mm （inch）                                          | 20.8 (0.819)                                                | 31.9 (1.256)                                                | 50.9 (2.004)                                                | 93.0 (3.661)                                                | 129.4 (5.094)                                               | 181.0 (7.126)                                               | 369.6 (14.551)                                              | 433.6 (17.071)                                              | 206.6 (8.134)                                               | 98.3 (3.87)                                                 | 56.5 (2.224)                                                | 20.9 (0.823)                                                | 1,692.5 (66.633)                                            |
| 平均降水日数                                                | 13.3                                                        | 16.1                                                        | 18.6                                                        | 17.8                                                        | 19.1                                                        | 19.3                                                        | 20.1                                                        | 18.8                                                        | 20.8                                                        | 20.4                                                        | 16.3                                                        | 12.6                                                        | 213.2                                                       |
| 出典1：中国气象局公共气象服务中心 2012年12月12日            |                                                             |                                                             |                                                             |                                                             |                                                             |                                                             |                                                             |                                                             |                                                             |                                                             |                                                             |                                                             |                                                             |
| 出典2：气候资源数据库 2012年12月12日                        |                                                             |                                                             |                                                             |                                                             |                                                             |                                                             |                                                             |                                                             |                                                             |                                                             |                                                             |                                                             |                                                             |

## 歴史
雅安はかつて西康省の第二行政督察区に属していた。20世紀半ば、ソビエト連邦の援助でソビエト風の建築が多数建設されたため、周囲の都市とは異なる雰囲気を持つ。
古代は青衣羌国の地であり、秦は蜀郡の厳道県を設置した。前漢時代にはさらに徙県・旄牛県・青衣県などが設置された。一時はモンゴル系民族により支配されたが、5世紀末に漢族が奪回した。隋以降は雅州と呼ばれ、清は雅州府を置いている。1913年に雅安県となり、当初は四川省、後に西康省、再び四川省の一部となり現在に至っている。2000年に雅安地区が廃止され雅安市となった。

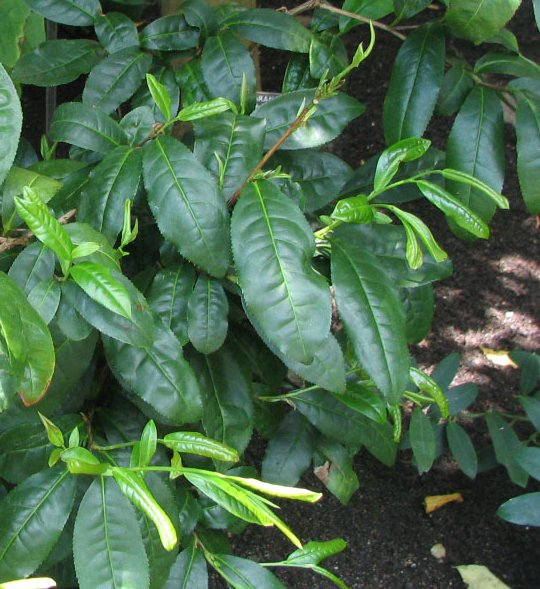
茶の枝葉

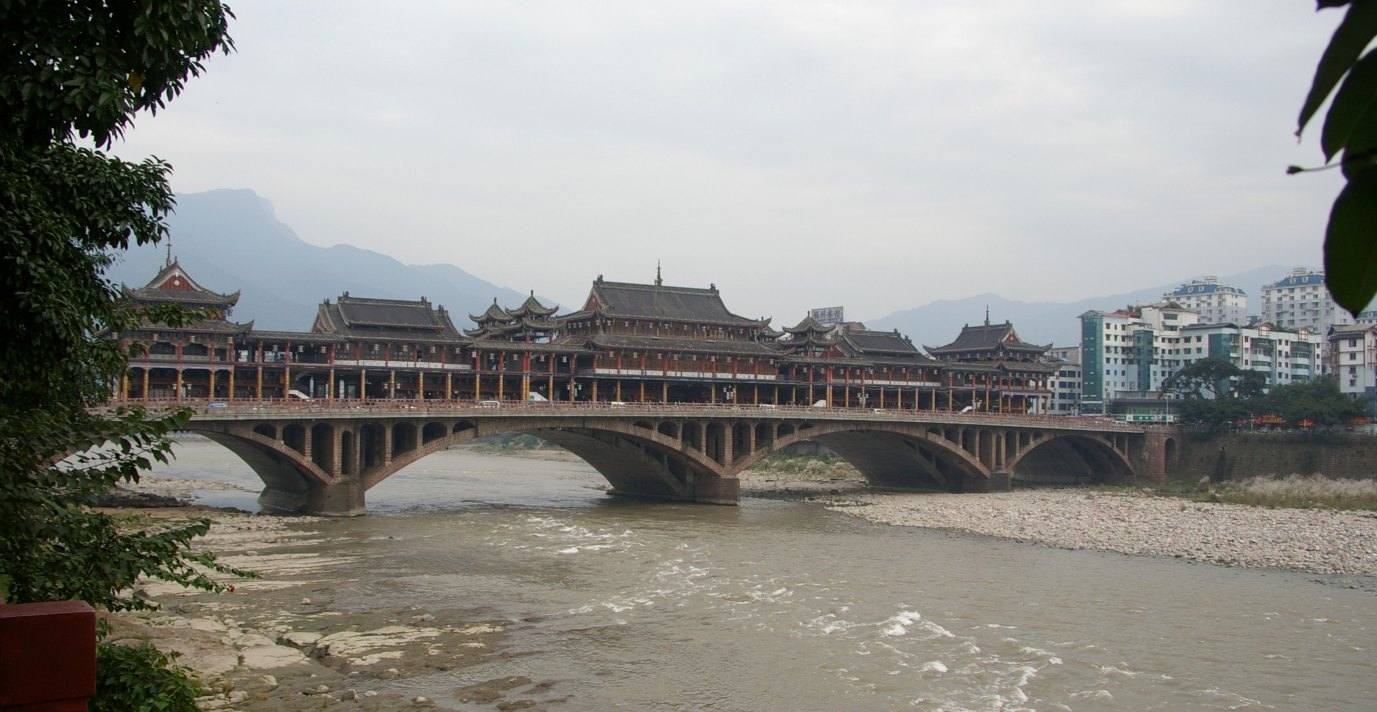
青衣江にかかる雅安の橋

## 行政区画
2市轄区・6県を管轄下に置く。
- 市轄区：
  - 雨城区・名山区
- 県：

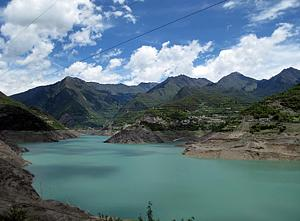
宝興県での水力発電所建設でできた人造湖、2010年7月

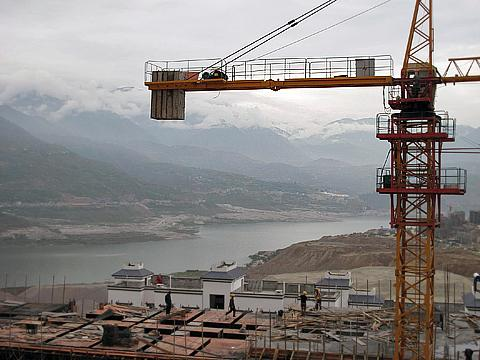
漢源県での水力発電所建設、2010年7月

  - 滎経県・漢源県・石棉県・天全県・蘆山県・宝興県

| 雅安市の地図                                            |
| ------------------------------------------------------- |
| 雨城区 名山区 滎経県 漢源県 石棉県 天全県 蘆山県 宝興県 |

### 年表
この節の出典

#### 西康省雅安専区
- 1949年10月1日 - 中華人民共和国西康省雅安専区が成立。雅安県・滎経県・漢源県・天全県・宝興県・蘆山県が発足。(6県)
- 1950年11月24日 - 漢源県の一部が滎経県に編入。(6県)
- 1951年7月25日 (6県)
  - 雅安県の一部が分立し、省直轄県級行政区の雅安市が発足。
  - 西昌専区越巂県の一部が漢源県に編入。
- 1952年4月30日 - 天全県の一部が蘆山県に編入。(6県)
- 1952年5月9日 - 漢源県の一部が西昌専区越巂県の一部と合併し、石棉県が発足。(7県)
- 1954年3月22日 - 四川省楽山専区丹棱県の一部が雅安県に編入。(7県)
- 1954年8月19日 - 石棉県の一部がチベット族自治区瀘定県に編入。(7県)
- 1954年11月30日 - 四川省温江専区名山県を編入。(8県)
- 1955年7月30日 - 西康省の分割により、四川省雅安専区となる。

#### 四川省雅安地区
- 1955年11月9日 - 雅安市、チベット族自治州瀘定県を編入。(1市9県)
- 1955年11月16日 - 楽山専区洪雅県の一部が雅安県に編入。(1市9県)
- 1956年6月27日 - 楽山専区峨辺県の一部が漢源県に編入。(1市9県)
- 1956年10月8日 - 瀘定県がカンゼ・チベット族自治州康定弁事処に編入。(1市8県)
- 1959年3月22日 - 雅安市が雅安県に編入。(8県)
- 1963年2月14日 - 滎経県の一部が天全県に編入。(8県)
- 1968年5月31日 - 雅安専区が雅安地区に改称。(8県)
- 1980年3月27日 - 漢源県の一部が涼山イ族自治州甘洛県に編入。(8県)
- 1983年9月9日 - 雅安県が市制施行し、雅安市となる。(1市7県)
- 2000年6月14日 - 雅安地区が地級市の雅安市に昇格。

#### 雅安市
- 2000年6月14日 - 雅安地区が地級市の雅安市に昇格。(1区7県)
  - 雅安市が区制施行し、雨城区となる。
- 2012年9月30日 - 名山県が区制施行し、名山区となる。(2区6県)

## 交通
成都市からは200kmの距離であるが、高速道路（成雅高速道路）を使えば成都双流国際空港までは車で2時間を切る。

### 鉄道
- 中国鉄路総公司
  - 中国鉄路成都局集団公司
    - 川蔵線
    - 成昆線（漢源県内）

### 道路
- 高速道路
  - 京昆高速道路
  - 成渝地区環線高速道路（成雅高速道路・楽雅高速道路）
  - 雅葉高速道路（雅康高速道路）
  - 成名高速道路

- 国道
  -  G108国道
  -  G318国道
  -  G351国道（中国語版）

## 名所・旧跡・観光スポット
- 碧峰峽パンダ繁育基地
- 上里古鎮、望魚古鎮、九襄古鎮
- 牛背山、二郎山茶馬古道、蒙頂山、夾金山風景区
- 神木塁風景区
- 雅州廊橋
- 東拉山大峡谷
- 世界茶文化博物館

## 健康・医療・衛生
- 雅安市人民医院、雅安市中医院、雅安市中医医院桃花巷分院、雅安市急救中心新区急救站、雅安市衛生学校附属医院、雅安市婦幼保健院
- 名山区人民医院、名山区中医院、滎経県人民医院、滎経県中医院、滎経県保健院、滎経県防疫站、漢源県人民医院、漢源県婦幼保健院
- 石棉県人民医院、石棉県中医院、天全県人民医院、天全県婦幼保健站、蘆山県人民医院、蘆山県婦幼保健站、宝興県人民医院